# Owens Cross Roads
Owens Cross Roads è un comune degli Stati Uniti d'America situato nella contea di Madison dello Stato dell'Alabama.